# ترس و تاریکی
ترس و تاریکی فیلمی به کارگردانی و نویسندگی محمد متوسلانی محصول سال ۱۳۴۲ است. اولین کارگردانی متوسلانی با تهیه کنندگی خودش که دچار شکست شد و او برای پرداخت بدهی‌هایش به استخدام آموزش و پرورش درآمد تا دبیر شود و حقوق بگیرد و بدهی بدهد. از گفته‌های خود متوسلانی در مستند مثلث کمدی...که بعدها یکی از پولسازترین بازبگران و کارگردانان دهه ۴۰ و ۵۰ شد همراه با سپهرنیا و گرشا در گروه کمدین سه نفره.

## داستان
مردی از ترس مهاجمی نامشخص فرار می‌کند...

## بازیگران
- عزت حسنعلی
- فرانک میرقهاری
- محمد متوسلانی
- علی آزاد
- علی زندی
- رضا صفایی
- سوسن مهاجر
- محمود خدارحم
- فرامرز محمودی
- رضا صفایی پور
- نوری
- ویگن
- نارملا
- امیرآبادی
- محمدحسن نوری
- مسعودی
- سونیا
- میترا
- منصور سپهرنیا